# Тубутама (муниципалитет)
Тубутама (исп. Tubutama) — муниципалитет в Мексике, штат Сонора, с административным центром в одноимённом посёлке. Численность населения, по данным переписи 2020 года, составила 1473 человека.

## Общие сведения
Название Tubutama с языка индейцев папаго можно перевести как — сидеть на вершине холма.
Площадь муниципалитета равна 1725,4 км², что составляет 1 % от площади штата, а наиболее высоко расположенное поселение Сан-Хуан, находится на высоте 921 метр.
Он граничит с другими муниципалитетами Соноры: на севере с Сариком и Ногалесом, на востоке с Магдаленой, на юге с Санта-Аной и Тринчерасом, и на западе с Окитоа, Атилем и Альтаром.

## Учреждение и состав
Муниципалитет был образован в 1934 году, в его состав входит 47 населённых пунктов, самые крупные из которых:
| Код INEGI                  | Населённый пункт                                                                              | Численность населения (2005 год) | Численность населения (2010 год) | Численность населения (2020 год) |
| -------------------------- | --------------------------------------------------------------------------------------------- | -------------------------------- | -------------------------------- | -------------------------------- |
| 065                        | Всего                                                                                         | 1751                             | 1735                             | 1473                             |
| 0032                       | Ла-Сангре (исп. La Sangre) 30°38′32″ с. ш. 111°25′15″ з. д.                                   | 386                              | 382                              | 364                              |
| 0036                       | Сан-Мануэль-Окука (исп. San Manuel Ocuca) 30°37′20″ с. ш. 111°25′21″ з. д.                    | 304                              | 333                              | 280                              |
| 0001                       | Тубутама (исп. Tubutama) 30°53′05″ с. ш. 111°27′57″ з. д. (административный центр)            | 444                              | 348                              | 217                              |
| 0027                       | Ла-Реформа (исп. La Reforma) 30°55′10″ с. ш. 111°26′04″ з. д.                                 | 162                              | 179                              | 158                              |
| 0165                       | Санта-Исабель (Ла-Кучилья) (исп. Santa Isabel (La Cuchilla)) 30°38′32″ с. ш. 111°24′14″ з. д. | 55                               | 101                              | 83                               |
| 0031                       | Сан-Хосе (Сан-Энрике) (исп. San José (San Enrique)) 30°43′05″ с. ш. 111°24′16″ з. д.          | 79                               | 49                               | 74                               |
| 0034                       | Сан-Хуан (исп. San Juan) 31°06′22″ с. ш. 111°32′46″ з. д.                                     | 53                               | 33                               | 64                               |
| —                          | Прочие                                                                                        | 268                              | 310                              | 233                              |
| Названия на карте Генштаба |                                                                                               |                                  |                                  |                                  |

## Экономическая деятельность
По статистическим данным 2000 года, работоспособное население занято по секторам экономики в следующих пропорциях:
- сельское хозяйство, скотоводство и рыбная ловля — 55,8 %;
- промышленность и строительство — 18,9 %;
- торговля, сферы услуг и туризма — 23,2 %;
- безработные — 2,1 %.

## Инфраструктура
По статистическим данным 2020 года, инфраструктура развита следующим образом:
- электрификация: 97,1 %;
- водоснабжение: 91,8 %;
- водоотведение: 97,3 %.